# Јованка Ластић
Јованка Ластић (Будимпешта, 8. децембар 1961) јесте српско-мађарски лекар и педагог. Директорка је Српског образовног центра „Никола Тесла ”из Будимпеште, која делује на пољу образовања српске националне мањине у Мађарској.

## Порекло
Рођена је 1961. године у Будимпешти, од мајке Софије Шошић из Чобанца, професора српског језика и књижевности и географије и оца Војислава Ластића грађевинског инжењера и економисте пореклом из Ловре.
Мађарски је држављанин, члан српске народносне заједнице у Мађарској.

## Образовање
Основну и средњу школу на српском језику завршила је у Будимпешти. Диплому лекара стиче на Медицинског факултету Универзитета у Београду, а звање професора биологије и екологије на Природно-математичком факултету Универзитета у Новом Саду.
Докторске студије (PhD) са тематиком „Хемотерапија примарних коштаних тумора“ завршава на Медицинском факултету Семелвајс универзитета у Будимпешти, где у међувремену успешно полаже специјалистички испит и добија звање хирург специјалиста ортопед.
Године 2010. завршила је пост градуалне студије на Катедри за друштвене науке Техничког факултета Универзитета у Будимпешти и стиче звање Менаџер у просвети. Од 2011. године је регистровани експерт и стручни надзорник у области образовања и народности у Мађарској.

## Професионални ангажман
Од 2014. године све време док је постојала, значи до окончања свог рада и мандата, била је члан Националног савета за уџбенике, где је била ангажована да се обезбеде што квалитетнији уџбеници за српску као и за све остале народности. У оквиру пројекта Европске уније за обезбеђивање уџбеника на српском језику, превела је све одобрене уџбенике биологије за основну школу и гимназију са мађарског на српски језик односно саставила је српско-мађарски школски речник из биологије.
Од 2006. године у сарадњи са Министарством просвете Републике Србије и Српским педагошким и методолошким центром из Мађарске, покренула је организовање усавршавања у матици, за педагоге (наставно особље), који су запослени у српским народносним школама у Мађарској, које се до прошле године веома успешно и конструктивно, сваке године одржавало у Србији, махом у Београду.
Година 1998., 2002., 2006., 2010., 2014. и 2019. бива изабрана за посланика и председника у Српској самоуправи другог дистрикта у Будимпешти, за време прва три изборна циклуса и сада у последњем постаје члан Скупштине Самоуправе Срба у Мађарској односно члан и председник Одбора за школство Самоуправе Срба у Мађарској.
Од 2002. до 2023. године представник је српске народности у Државном савету народности при Министарству за људске ресурсе (сада Министарство унутрашњих послова), и у тој функцији за време бројних реформи основног и средњег образовања учествује у изради свих основних докумената који тангирају српско народносно образовање у Мађарској.
2010. и 2020. године учествује у изради и модификацији Националног образовног програма за основно и средње образовање у Мађарској.
У наредном периоду најважнијим својим задатком сматра, да се систем српског школства у Мађарској, под будним оком српске заједнице у Мађарској као и уз подршку матице Републике Србије, стабилизује и на тај начин обезбеди опстанак српске народности на овим просторима.

### Награде и признања
- 2018. Одликовање мађарске владе „Медаља за мањине” за истакнуту улогу у очувању српске заједнице у Мађарској.
- 2019. Светосавска награда Министарства просвете, науке и технолошког развоја Републике Србије.[8]
- 2020. Орден Светога Саве другог степена Српске Православне Цркве, признање за дугогодишњи, самопрегорни рад на пољу просвете и образовања.[9]
- 2021. Указом председника Републике Србије одликована је Златном медаљом за заслуге у очувању и унапређењу положаја српске заједнице у Мађарској.[10]
- 2022. Институцији коју води додељена је награда „Институција пријатељ породице” у складу са програмом мађарске владе у области јачања друштвене улоге породице.
- 2023. Одлуком председника Владе Републике Српске (Босна и Херцеговина) одликована је Медаљом заслуга за народ за унапређење односа Републике Српске и српске заједнице у Мађарској.